# Ramona Werner
Ramona Werner (* 17. September 1991) ist eine ehemalige deutsche Fußballspielerin.

## Karriere
Werner begann sechsjährig in Reichertshausen im oberbayerischen Landkreis Pfaffenhofen an der Ilm beim ortsansässigen TSV Reichertshausen mit dem Fußballspielen und setzte es 2001 in der Kreisstadt Pfaffenhofen an der Ilm beim ortsansässigen FSV/MTV Pfaffenhofen fort. 2004 wechselte sie in die U17-Nachwuchsmannschaft des FC Bayern München. 2009 rückte sie in die zweite Mannschaft auf, für die sie in drei Spielzeiten sieben Punktspiele in der Regionalliga Süd bestritt. Ihr einziges Tor erzielte sie am 20. September 2009 (1. Spieltag) beim 1:1-Unentschieden im Heimspiel gegen den ASV Hagsfeld mit dem Treffer zum Endstand per Strafstoß in der 90. Minute.
Für die erste Mannschaft bestritt sie am 3. Mai 2009 (19. Spieltag) das mit 7:0 gewonnene Heimspiel gegen den Herforder SV mit Einwechslung für Mandy Islacker in der 82. Minute. Es blieb ihr einziges Bundesligaspiel.

## Erfolge
- Zweite der B-Jugendmeisterschaft 2007, 2008